# Barbarella (Comic)
Barbarella ist der bekannteste Comic des französischen Comiczeichners und -autors Jean-Claude Forest.

## Handlung
Die aufgrund ihrer Anatomie an Brigitte Bardot erinnernde Science-Fiction-Heldin Barbarella reist von Planeten zu Planeten und erlebt diverse Weltraumabenteuer, die sie veranlassen, regelmäßig ihren hautengen Raumanzug auszuziehen und sich mit diversen Weltraumbewohnern, darunter auch Robotern, sexuell zu vereinigen. Die Handlung des Comics ist dabei in inhaltlich abgeschlossene Kapitel unterteilt.

## Veröffentlichung
Der für die damalige Zeit mit ungewöhnlich fahrig wirkendem Strich gezeichnete Comic erschien ab 1962 zunächst als Strip in dem französischen V-Magazine, auf Wunsch des Herausgebers Georges H. Gallet, und 1964 im Verlag Le Terrain Vague von Eric Losfeld auch als Album.
Ein zweites Album von Barbarella, Les Colères du mange-minutes, erschien 1974 im Verlag Kesselring, das dritte, Le Semble-lune, 1977 bei Pierre Horay, ein viertes Album, Le Miroir aux tempetes, in Zusammenarbeit mit Daniel Billon gezeichnet, 1981 in dem Comic-Magazin L’Echo des Savanes, 1982 als Album bei den Éditions du Fromage.
1965/66 veröffentlichte das amerikanische Magazin Evergreen Review Barbarella in den Heften # 37–39 (Okt., Nov., Feb.), eine Paperback-Ausgabe erschien zum Filmstart bei Grove Press. Eine deutschsprachige Ausgabe erschien 1966 zunächst beim Schünemann Verlag und später auch bei Bertelsmann und Heyne. Anfang der 1990er Jahre brachte der Carlsen Verlag eine vollständige deutsche Ausgabe heraus. Eine italienischsprachige Ausgabe erschien 1967 in der Zeitschrift Linus.

## Wirkung
Der Comic, der durch das Einschreiten der französischen Zensurbehörde nach der Albumveröffentlichung eine enorme Popularitätssteigerung erfuhr, wurde 1968 von Roger Vadim unter dem Titel Barbarella verfilmt. Hauptdarstellerin in der filmischen Comicadaption war Vadims damalige Ehefrau Jane Fonda. Eine Musicalbearbeitung wurde im März 2004 in Wien uraufgeführt. Für Andreas C. Knigge handelt es sich bei der 1966 in Italien erschienenen Uranella und der drei Jahre später in den Vereinigten Staaten veröffentlichten Vampirella um Nachahmungen.
Fritz J. Raddatz schrieb 1967 in der Zeit, dass „die neuen Heldinnen der westlichen Welt“, zu denen er neben Barbarella auch Jodelle und Phoebe Zeit-Geist zählte, „Dienerinnen eines modischen snob appeal“ seien, die „dem lesenden Analphabeten […] dienen sollten“. Laut Franco Fossati ist Barbarella hingegen „ein genußreicher Cocktail für den erwachsenen Leser“, da Forest es vorzüglich verstanden habe, „die klassische Space Opera mit Humor und gewagten Szenen zu verbinden“. Für Andreas C. Knigge, der den Comic in seinen 50 Klassiker Comics aufführt, hat Barbarella zur Emanzipation des Comics beigetragen.